# Desmiphora elegantula
Desmiphora elegantula är en skalbaggsart som beskrevs av White 1855. Desmiphora elegantula ingår i släktet Desmiphora och familjen långhorningar.
Artens utbredningsområde är Venezuela. Inga underarter finns listade i Catalogue of Life.